# Medaille ter Herinnering aan de Nobelprijs voor de Vrede
De Medaille ter Herinnering aan de Nobelprijs voor de Vrede (Deens: "De Blå Beretters Fredsprismedalje") werd op 12 juni 1995 ingesteld door Margrethe II van Denemarken en is gedacht voor de voormalige blauwe baretten. De zilveren medaille wordt uitgereikt aan al die Deense deelnemers aan VN-vredesmissies die voor of na 1988, het jaar waarin de VN-vredesmissies de Nobelprijs voor de Vrede ontvingen, vanwege Denemarken aan deze missies deelnamen. Deense militairen waren in verschillende missies waaronder Libanon en Kosovo actief. Voorwaarde voor het ontvangen van de medaille is het bezit van een Medaille voor Vredesmissies van de Verenigde Naties.
De medaille wordt aan een tot een vijfhoek gevouwen lint op de linkerborst gedragen en volgt in rang op de Medaille van Verdienste van het Deense Rode Kruis. De dragers mogen de letters "F.P.M" achter hun naam dragen.
Bijzonder is de bepaling dat een Deens militair de medaille zelf aan mag vragen.
Zij die al voor 1988 een VN-Medaille ontvingen mogen een zilveren lauwertak op het lint van de medaille en op de baton dragen.

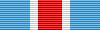
Lint
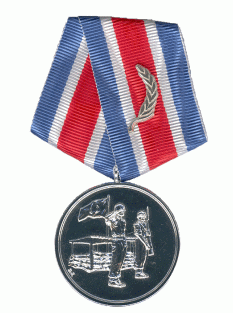
Medaille